# القوة البحرية لحرس الثورة الإسلامية
القوة البحرية لحرس الثورة الإسلامية (بالفارسية:  نیروی دریایی سپاه پاسداران انقلاب اسلامی) باختصار ندسا، هي القوة البحرية لحرس الثورة الإسلامية تم تشكيلها باقتراح اللواء محسن رضائي وأمر روح الله الخميني في عام 1986. وهي القوة المنفصلة عن القوة البحرية لجيش الجمهورية الإسلامية الإيرانية على افتراض السيطرة على العمليات البحرية الإيرانية في الخليج العربي. قامت قوات حرس الثوري الإيراني بتحسين قدراتها بشكل مطرد لدعم الحرب غير التقليدية والدفاع عن المنشآت البحرية الإيرانية والسواحل والجزر في الخليج العربي.
ويتألف من 20,000 رجل و1500 قوارب وقوارب الهجوم السريع.
القائد الحالي للقوة البحرية لحرس الثورة الإسلامية هو العميد علي رضا تنكسيري والذي تم تعيينه لهذا المنصب في 23 أغسطس 2018 عبر حکم القائد العام للقوات المسلحة الإيرانية سيد علي خامنئي.

## نظرة عامة
القوة البحرية لحرس الثورة الإسلامية والقوة البحرية لجيش الجمهورية الإسلامية تتداخلان من حيث الوظائف ومجالات المسؤولية، ولكنها متميزة من حيث كيفية تدريبهم وتجهيزهم - والأهم من ذلك أيضا في كيفية محاربتهم. القوة البحرية لحرس الثورة الإسلامية لديها مخزون كبير من القوارب الصغيرة التي تستخدم في الهجوم السريع، وتتخصص في التكتيكات الكرّ والفرّ. وهو أقرب إلى قوة حرب العصابات في البحر، ويحافظ على ترسانات كبيرة من الدفاع الساحلي وصواريخ كروز المضادة للسفن والألغام.
كما أن لديها وحدة تكاور (قوة خاصة) يدعَي القوات البحرية الخاصة للحرس (S.N.S.F.).

دراجات مائية (جات سكي) للقوات البحرية للحرس الثوري في مناورة النبي الأعظم 9

## قادة
| اسم                    | الصورة | من الفترة                   |
| ---------------------- | ------ | --------------------------- |
| العميد حسين علائي      |        | 1985-1990                   |
| اللواء علي شمخاني      |        | 23 ديسمبر 1990-             |
| العميد مرتضی صفاري     |        | 2000                        |
| العميد علي فدوي        |        | 3 مايو 2010 - 23 أغسطس 2018 |
| العميد علي رضا تنكسيري |        | 23 أغسطس 2018 - الآن        |

## معدات

### زوارق
- زورق سريع آذرخش
- زورق سريع ذوالفقار
- زورق سريع تُندر
- زورق سريع سراج- قوارب الصواريخ وقوارب الطوربيد
- زوارق سريعة بدون طيار يا مهدي
- تير II (إيبس 18)- زوارق الطوربيد[4]
- قطمران شهيد ناظري
- إيبس-16 بيكاب فئة ذوالفقار- زوارق الطوربيد
- باغ هامار- قوارب دورية
- زودياك-قوارب الكوماندوز

زورق هجوم سريع لحرس الثورة الإسلامية
زورق هجوم سريع لحرس الثورة الإسلامية
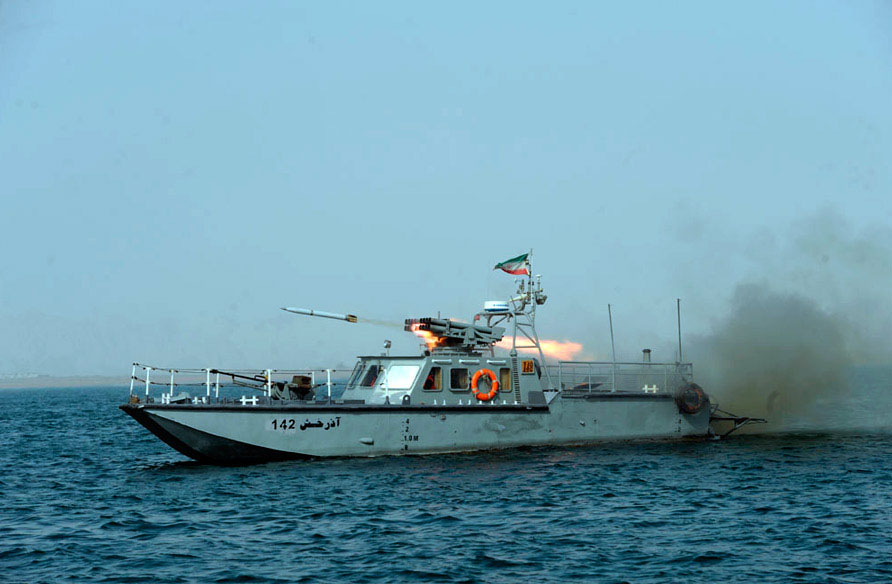
زورق سريع آذرخش
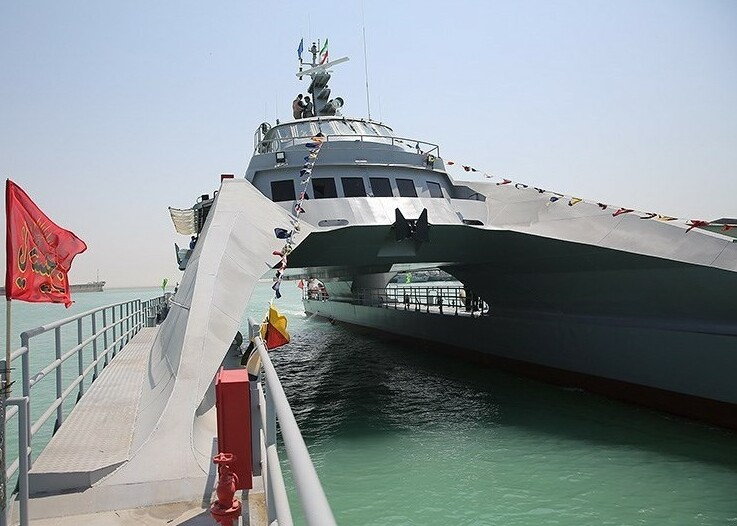
قطمران شهيد ناظري

### الطائرات
- مروحية ميل مي-17
- إيكرانوبلاين باور2

### الصواريخ الساحلية المضادة للسفن
- صاروخ نور
- صاروخ كوثر
- صاروخ نصر-1
- صاروخ قادر صاروخ كروز متوسط المدى المضاد للسفن[4]

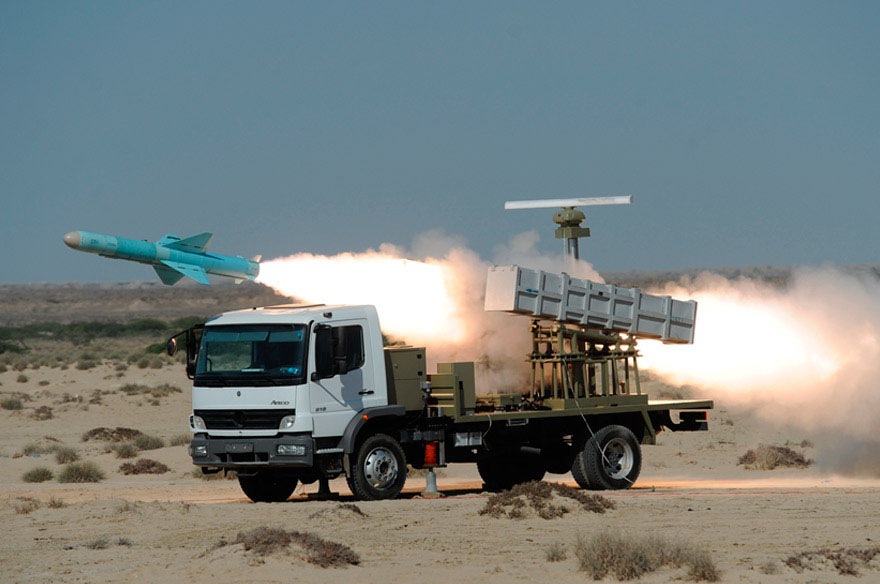
إطلاق صاروخ نور من شاحنة قاذفة في المناورات البحرية ولايت -90
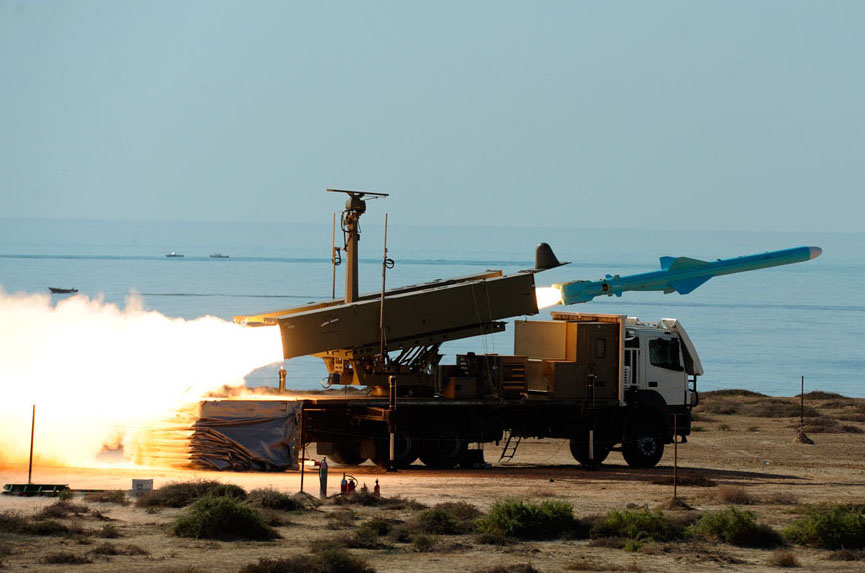
صاروخ قادر

## مرافق
ويعتقد أن القوة البحرية لحرس الثورة الإسلامية لديها مرافق على الجزر التالية:
- جزيرة فارسي
- جزيرة سيري
- جزيرة أبو موسى
- جزيرة لارك
- جزيرة فارُور

## تاريخ

### الحرب العراقية الإيرانية
وخلال «حرب الناقلات» في الحرب العراقية الإيرانية، بدأ حرس الثورة الإسلامية، إلى جانب القوات البحرية الإيرانية العادية، في استخدام تكتيكات الأسراب والهجمات المفاجئة باستخدام قوارب بوغ هامار السريعة المزودة بقاذفات الصواريخ وقذائف آر بي جي والمدافع الرشاشة الثقيلة. الهجمات على ناقلات النفط الكويتية، حليف العراقي، طالت في نهاية المطاف البحرية الأميركية في الخليج العربي لمرافقة ناقلات النفط الكويتية. وردّا على ذلك، أمر حرس الثورة الإسلامية بالتعدين غرب جزيرة فارسي على طريق أول قافلة - ناقلة النفط الكويتية إس إس بريدجيتون التي ترافقها أربع سفن حربية أمريكية - والتي نجحت في ضرب الناقلة نفسها.

### البحرية الملكية البريطانية
وفي 21 حزيران/يونيو 2004، ضبطت قوات تابعة لقوات الحرس الثوري ثمانية بحارة وأفراد من قوات المارينز الملكية أثناء تدريب أفراد الدوريات النهرية العراقية في الخليج العربي. وفي 23 آذار/مارس 2007، ضبطت قوات تابعة لقوات الحرس الثوري في الخليج العربي خمسة عشر بحارا وجنديا من قوات المارينز الملكية.

### بحرية الولايات المتحدة
وفي 12 كانون الثاني / يناير 2016، إحتجزت القوات البحرية التابعة لحرس الثورة الإسلامية زورقين أميركيين قرب سواحل جزيرة فارسي، بعد أن دخلا بصورة غير مشروعة في المياه الإقليمية الإيرانية بالخليج العربي. وقامت الزوارق الحربية التابعة للقوة البحرية لحرس الثورة الإسلامية بتوجيه تحذيرات إليهما ومن ثم توقيفهما، وتم اعتقال طاقميهما البالغ عددهم 10 بحارة بينهم امرأة واحدة، كانوا على متن الزورقين داخل المياه الإقليمية الإيرانية لمسافة كيلومترين. تم اعتقال 10 البحارة لمدة 15 ساعة ونقلوا إلى قاعدة القوة البحرية للحرس الثوري وجرت التحقيقات اللازمة حول أسباب وكيفية دخولهم غير المشروع للمياه الإيرانية. وبعد إجراء التحقيقات معهم وتقديمهم الاعتذار بهذا الصدد فقد تقرر الإفراج عنهم وأطلق سراحهم مع كل ما لديهم من العتاد والأسلحة، بعد أن قدمت وزيرة الخارجية الأمريكية جون كيري اتصالات هاتفية مع وزير الخارجية الإيراني محمد جواد ظريف. وادّعی مسؤولون أمريكيون إن البحارة كانوا في مهمة تدريبية عندما عانى أحد قواربهم من عطل ميكانيكي. وخلال هذه الفترة، انحرفت السفينة إلى المياه الإقليمية الإيرانية. وقال مسؤولون إيرانيون ان البحارة كانوا رهن الاعتقال لكنهم سيتم الإفراج عنهم في غضون ساعات ونفهم ان الحادث كان خطأ.

## مناورات
في 25 فبراير 2015، تم إجراء تدريبات الحرب (النبي الأعظم 9) في المنطقة العامة لمضيق هرمز في جزيرة لارك، في الخليج العربي.